# I.G.Y. (What a Beautiful World)
I.G.Y. (What a Beautiful World) is een lied geschreven door Donald Fagen. Hij schreef het voor zijn gedeeltelijk autobiografische studioalbum The nightfly uit 1982.

## Lied
Het nummer voert Fagen terug naar zijn jeugd in de Amerikaanse suburbs met bijbehorende positieve toekomstverwachtingen. I.G.Y. staat daarbij voor "International Geophysical Year" (Nederlands Internationaal Geofysisch Jaar). Dit evenement, dat plaatsvond van juli 1957 tot december 1958, was een internationaal wetenschappelijk project om het samenwerken van wetenschappers over de hele wereld te bevorderen, en de wereld te verbeteren door middel van de techniek. Er werd gesproken over de mogelijkheid van een Trans-Atlantische tunnel (volgens de liedtekst: ”in negentig minuten van New York naar Parijs”) aan te leggen voor 1976 (tweehonderdjarig bestaan van de VS) en steden die draaiden op zonne-energie. Dat laatste werd uiteindelijk kernenergie. In 1982, het jaar dat het nummer werd uitgebracht, was het evenement 25 jaar geleden. Met de ontnuchterende kennis van 1982, keek een teleurgestelde Donald Fagen in dit enigszins nostalgische nummer terug op het naïeve optimisme van het evenement. Het lied werd genomineerd voor Grammy Award voor Song of the Year, maar won niet. Always on my mind gezongen door Willie Nelson ging er met de prijs vandoor.

## Musici
Fagen schakelde een batterij musici in bij dit lied. Van Fagen was bekend dat het perfectionist was, hier terug te vinden in het programmeren van een drummachine (Roger Nichols), vervolgens het drumstel (James Gadson) er overheen en daarna nog aanvullend slagwerk (Jeff Porcaro) erbij gemonteerd:
- zang: Donald Fagen
- elektrische piano: Greg Philinganes
- gitaar: Hugh McCracken
- synthesizers : Rob Mounsey, Donald Fagen
- Synth blues harp: Donald Fagen
- percussie: Starz Vanderlocket, Roger Nichols
- drumstel: James Gadson
- aanvullend slagwerk: Jeff Porcaro
- basgitaar: Anthony Jackson
- trompet: Randy Brecker
- altsaxofoon: Dave Tofani
- tenorsaxofoon: Michael Brecker
- baritonsaxofoon: Ronnie Cuber
- Achtergrondzang: Valerie Simpson, Zack Sanders, Frank Floyd, Gordon Grody

## Single
Het lied werd samen met B-kant Walk between raindrops van hetzelfde album in het najaar van 1982 uitgebracht als eerste single van het album en werd slechts hier en daar een hitje. De duur van het lied was ruim een minuut teruggebracht; op het album duurt het 6:03, op single 4:56. Het nummer werd enkel een bescheiden hit in de Verenigde Staten, Canada, Australië en Nederland. In de Amerikaanse Billboard Hot 100 behaalde het de 26e positie, in Canada de 36e, in Australië de 53e. In de Nederlandse Top 40 haalde het de 30e plaats; in de Nationale Hitparade een 46e in twee weken. 
Er is een beperkt aantal covers van dit nummer bekend. Howard Jones scoorde met I.G.Y. in 1993 een bescheiden hitje in Duitsland. 

## NPO Radio 2 Top 2000
| Nummer met noteringen in de NPO Radio 2 Top 2000 | '00  | '01  | '02  | '03  |
| ------------------------------------------------ | ---- | ---- | ---- | ---- |
| I.G.Y.                                           | 1777 | 1056 | 1315 | 1976 |

1. ↑  Een vetgedrukt getal geeft de hoogste notering aan.
2. ↑  2000 was het eerste jaar met een notering voor dit nummer.
3. ↑  Deze tabel is bijgewerkt tot en met de laatste editie (2024).